# Padec komunizma v Albaniji
Padec komunizma v Albaniji, zadnji tovrstni dogodek v Evropi zunaj Sovjetske zveze, se je pričel decembra 1990, ko so v Tirani izbruhnile študentske demonstracije, čeprav so se protesti začeli že mesece prej v drugih mestih, kot sta Skader in Kavaja. Centralni komite komunistične Delavske stranke Albanije je 11. decembra dovolil politični pluralizem, naslednjega dne pa je bila ustanovljena Demokratska stranka Albanije. Na marčevskih volitvah leta 1991 je bila Delavska stranka še vedno najmočnejša, vendar sta splošna stavka in urbana opozicija privedli do ustanovitve "vlade za stabilnost", ki so jo sestavljali tudi nekomunisti. Albanski nekdanji komunisti so bili na parlamentarnih volitvah marca 1992 sredi gospodarskega zloma in socialnih nemirov, največ sedežev v parlamentu pa je osvojila Demokratska stranka, katere vodja, Sali Berisha, je postal predsednik.

## Ozadje
Enver Hoxha, ki je 40 let vladal Ljudski socialistični republiki Albaniji, je umrl 11. aprila 1985. Nasledil ga je Ramiz Alia, ki je začel z gospodarskimi reformami in državo diplomatsko povezal z Zahodno Evropo.
Zaradi izoliranosti države večina Albancev ni izvedela za revolucije leta 1989. Nekateri sploh niso vedeli, da je novembra 1989 padel Berlinski zid.
Januarja 1990 so se prvi upori začeli v Skadru, kjer je nekaj sto ljudi želelo porušiti Stalinov kip, upor pa se je od tam razširil še na nekaj drugih mest. Nazadnje je režim uvedel nekaj liberalizacije, vključno z ukrepi leta 1990, s katerimi je zagotovil svobodno potovanje v tujino. Začela so se tudi prizadevanja za izboljšanje povezav z zunanjim svetom.
Leta 1985 je Mihail Gorbačov v Sovjetski zvezi začel s politiko glasnosti in perestrojke. Po usmrtitvi Nicolaeja Ceaușesca leta 1989 je Alia vedel, da bo morda na vrsti on, če ne bo prišlo do korenitih sprememb. Podpisal je Helsinško sklepno listino o varnosti in sodelovanju v Evropi, ki je državo prisilila v skladnost z zahodnoevropskimi standardi človekovih pravic. Organiziral je tudi sestanek z vodilnimi intelektualci tistega časa o možnosti reform albanskega političnega sistema. V času njegove vladavine so v Albaniji potekale prve večstrankarske volitve, odkar so komunisti leta 1944 prevzeli oblast. Na volitvah, ki so potekale 31. marca 1991, je zmagala njegova stranka.
Kljub temu je bilo jasno, da se prehoda v kapitalizem ne da ustaviti. Številni vodilni člani novoustanovljene Demokratske stranke Albanije so med demonstracijami nosili lahke dežne plašče, Sali Berisha, ki je bil takrat še vedno član Delavske stranke, pa je med govorom na študentskih protestih hvalil Ramiza Alio in se vozil z vladnim vozilom. Medtem je v študentskem naselju v Tirani državna policija zadušila študentske demonstracije. Ramiz Alia je povabil delegacijo študentov Univerze v Tirani, da bi razpravljali o njihovih pomislekih in prišli do kompromisa.
Komunisti so v prvem krogu volitev uspeli obdržati nadzor nad vlado, vendar je dva meseca kasneje, med splošno stavko, njihova oblast padla. Oblast je prevzel komite "narodne rešitve", vendar je v šestih mesecih razpadel. Alia je odstopil s predsedniškega mesta, nasledil pa ga je Berisha, prvi demokratično izvoljeni predsednik Albanije po škofu Fanu Noliju.

## Pokomunistična vlada
Sprememba iz komunizma v kapitalizem je pripeljala do številnih izzivov. Demokratska stranka je morala izvesti reforme, ki jih je obljubila, a so bile bodisi prepočasne bodisi niso rešile državnih težav, zato so bili ljudje nezadovoljni, ko so bili njihovi upi za hitro blaginjo neizpolnjeni. Številni Albanci so bili prav tako razočarani nad vedno večjim Berishevim avtoritarizmom, vključno s pritiski na opozicijo, medije in civilno družbo. Na splošnih volitvah junija 1996 je Demokratska stranka poskusila osvojiti absolutno večino in je manipulirala z rezultati.
Vlada je padla leta 1997 po propadu številnih velikih "piramidnih shem" (natančneje, Ponzijevih shem) in vsesplošne korupcije, kar je povzročilo nered in upore po vsej državi. Vlada je upor poskušala s silo zatreti, vendar se je poskus ponesrečil zaradi nizke morale in korupcije v albanski vojski. S pomočjo mednarodnega posredovanja, ki ga je vodil posebni odposlanec Organizacije za varnost in sodelovanje v Evropi Franz Vranitzky, so vladajoče in opozicijske stranke pristale na ustanovitev Spravne vlade in izvedle nove volitve. Za zagotovitev miru in preprečevanje begunskega vala je devet držav (Avstrija, Danska, Francija, Grčija, Italija, Romunija, Slovenija, Španija in Turčija) prispevalo vojaške enote k mednarodni sili, imenovani Operacija Alba.
Na volitvah junija 1997 je zmagala Socialistična stranka (nekdanji komunisti), ki je pod različnimi predsedniki vlade vladala vse do leta 2005. Demokratska stranka je zmagala na volitvah v letih 2005 in 2009, Albaniji pa je zopet vladal Sali Berisha, tokrat kot predsednik vlade. Socialistična stranka je zmagala na volitvah leta 2013 in predsednik vlade je postal njen vodja, Edi Rama.
V skladu z ustavo, ki jo je potrdil referendum 22 novembra 1998, je bila razglašena 28. novembra 1998 in spremenjena januarja 2007, ima Albanija demokratični sistem vladanja z ločitvijo oblasti in zaščito temeljnih človekovih pravic.
Po padcu komunizma se je Albanija povezala bolj z Zahodom kot z Rusijo ali Kitajsko. Leta 2009 je postala članica NATA in se želi v prihodnosti pridružiti Evropski uniji.